# Bruno Kuzuhara
Bruno Kuzuhara, né le 1er avril 2004 à São Paulo, est un joueur de tennis américain d'origine brésilienne. En janvier 2022, il remporte le tournoi junior de l'Open d'Australie en simple et en double.

## Biographie
Né au Brésil de parents d'origine japonaise, il s'installe avec eux aux États-Unis alors qu'il est encore enfant. Il a pour entraîneur Brian Baker.

### Carrière junior
Tête de série numéro 1 du tournoi junior de l'Open d'Australie en simple, il remporte son premier Grand chelem en battant en finale le Tchèque Jakub Menšík. Il gagne aussi le tournoi en double, associé au Hongkongais Coleman Wong.